# Craig Muller
Craig John Muller (7 de junio de 1961) es un deportista australiano que compitió en remo. Participó en los Juegos Olímpicos de Los Ángeles 1984, obteniendo una medalla de bronce en la prueba de ocho con timonel.

## Palmarés internacional
| Juegos Olímpicos | Juegos Olímpicos             | Juegos Olímpicos  | Juegos Olímpicos |
| Año              | Lugar                        | Medalla           | Prueba           |
| ---------------- | ---------------------------- | ----------------- | ---------------- |
| 1984             | Los Ángeles (Estados Unidos) | Medalla de bronce | Ocho con timonel |